# Okamoto Michiya
Michiya Okamoto (sinh ngày 15 tháng 5 năm 1995) là một cầu thủ bóng đá người Nhật Bản.

## Sự nghiệp câu lạc bộ
Michiya Okamoto đã từng chơi cho FC Gifu.